# لومیر و شرکا
لومیر و شرکا (به فرانسوی: Lumière et compagnie) نام فیلمی متشکل از ۴۱ فیلم کوتاه به‌کارگردانی ۴۱ کارگردان است.
چهل و یک نفر از کارگردان‌های بزرگ سینمای دنیا به مناسبت صد سالگی سینما برای ساخت فیلمی انتخاب شدند و هر یک با همان دوربین برادران لومیر به لوکیشن‌های فیلم‌های آن‌ها رفتند و یکی از فیلم‌های کوتاه آنها را با تجهیزات و دیدگاه امروزی ساختند. هر کارگردان حدود یک دقیقه فیلم با آن دوربین ساخت.

## کارگردان‌ها
- سارا مون
- مرزاق علواش
- گابریل آکسل
- ویسنته آراندا
- تئو آنگلوپولوس
- بیگاس لونا
- جان بورمان
- یوسف شاهین
- آلن کورنو
- کوستا گاوراس
- ریموند دپاردون
- فرانسیس ژیرو
- پیتر گرینوی
- لاسه هالستروم
- میشائل هانکه
- هیو هادسن
- گاستون کابوره
- عباس کیارستمی
- سدریک کلاپیش
- آندری کونچالوفسکی
- پاتریس لوکنت
- اسپایک لی
- کلود للوش
- دیوید لینچ
- اسماعیل مرچنت و جیمز ایوری
- کلود میلر
- ایدریسا اودرائوگو
- آرتور پن
- لوچیان پینتیلیه
- ژاک ریوت
- هلما زاندرز-برامس
- جری شاتزبرگ
- نادین ترنتینیان
- فرناندو تروئبا
- لیو اولمان
- یوشیشیگه یوشیدا
- ژاکو فان دورمل
- رژیس وارنیه
- ویم وندرس
- ژانگ ییمو